# Новоакбашево
Новоакба́шево (баш. Яңы Ахбаш) — деревня в Кушнаренковском районе Республики Башкортостан Российской Федерации. Входит в состав Старогумеровского сельсовета.

## География

### Географическое положение
Находится на левом берегу реки Кармасан, в месте впадения реки Табулдак.
Расстояние до:
- районного центра (Кушнаренково): 32 км,
- центра сельсовета (Старогумерово): 2 км,
- ближайшей ж/д станции (Чишмы): 34 км.

## Население
| 2002 | 2009 | 2010 |
| ---- | ---- | ---- |
| 64   | ↘47  | ↗54  |

Национальный состав
Согласно переписи 2002 года, преобладающая национальность — башкиры (95 %).